# Дольник (Великопольское воеводство)
Дольник (пол. Dolnik) — село в Польше, входит в Великопольское воеводство, Злотувский повят, Гмина Краенка. Население — 160 человек.